# Качур, Светлана
Светлана Качур (нем. Svetlana Katchour, 23 сентября 1961) — советская, российская и немецкая оперная певица (сопрано).

## Биография

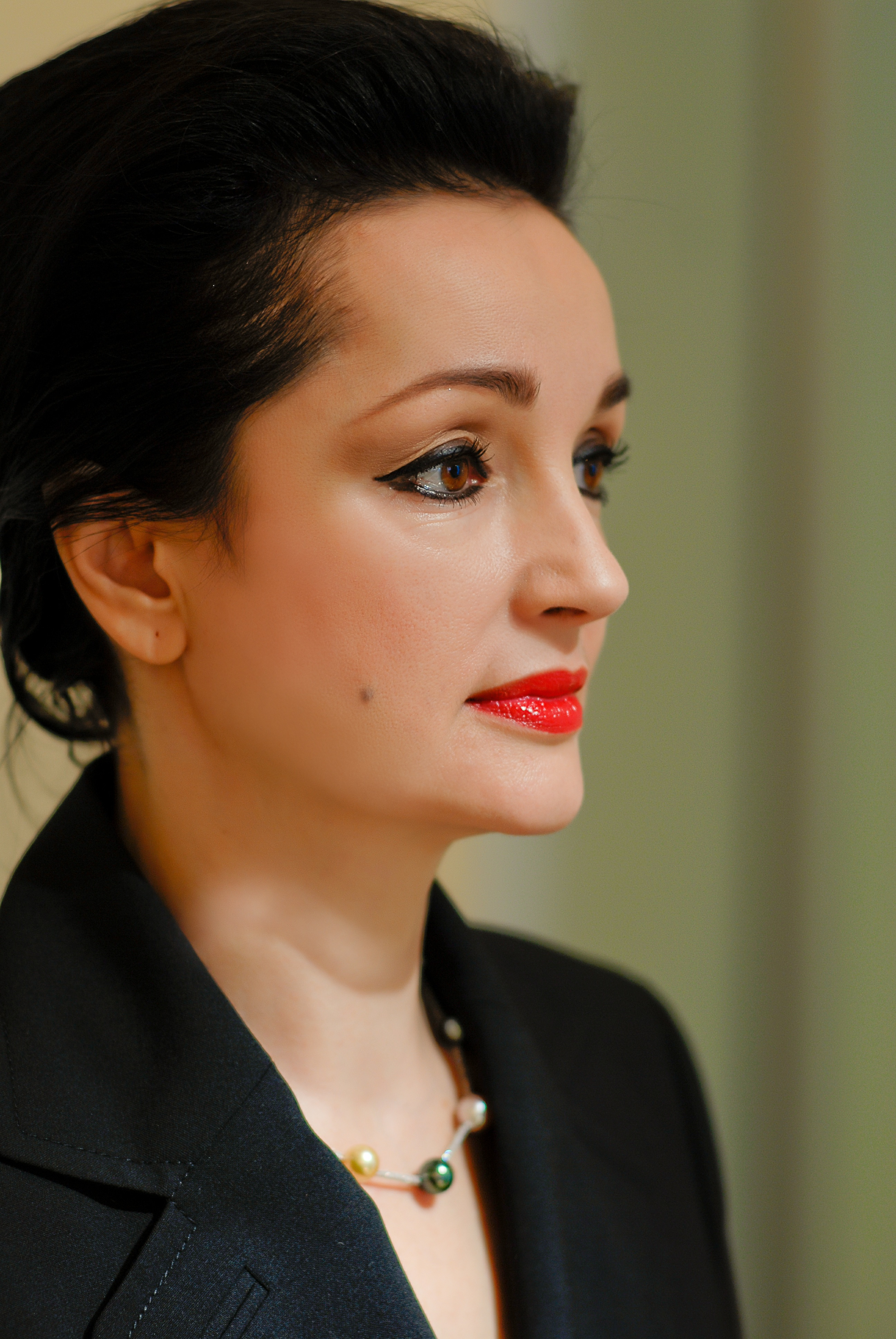

Светлана Качур родилась 23 сентября 1961 года в городе Евпатория, Крым. Родители рано заметили музыкальные способности дочери и отдали её в возрасте 5 лет учиться в музыкальную школу по классу скрипки. Но к старшим классам Светлана почувствовала тягу к пению, и в 1978 году, переехав в Москву, поступает в Музыкальное училище имени Гнесиных на вокальное отделение.
В этот же период жизни Светлана знакомится с выдающимся педагогом по вокалу Гертрудой Михайловной Трояновой и её уникальной методикой постановки голоса.
После окончания училища Светлана сразу получает ведущую партию в опере Дж. Пуччини «Мадам Баттерфляй» Чио-Чио-Сан в Московском государственном академическом детском музыкальном театре им. Н. И. Сац.
Далее карьера певицы продолжается уже на Западе. Светлана переезжает в Германию. С 1990 года Светлана получает приглашения на ведущие партии в Германии, Швейцарии, Австрии, Франции, Италии, Бельгии.
В 1993 году режиссёр Питер Устинов и дирижёр Михаил Юровский приглашают Светлану Качур на постановку оперы С. Рахманинова «Франческа да Римини». Продолжая свою карьеру в Германии, Светлана поёт ведущие партии в Дрезденском оперном театре Semperoper, оперном театре Chemnitz и других.
В России участвовала в Собиновском фестивале (2009), фестивале «Дни Собинова» (2013), 5 всероссийском фестивале им. Дмитрия Шостаковича (2014), Пермском фестивале органной музыки (2014).

## Репертуар
- Виолетта («Травиата», Дж. Верди)

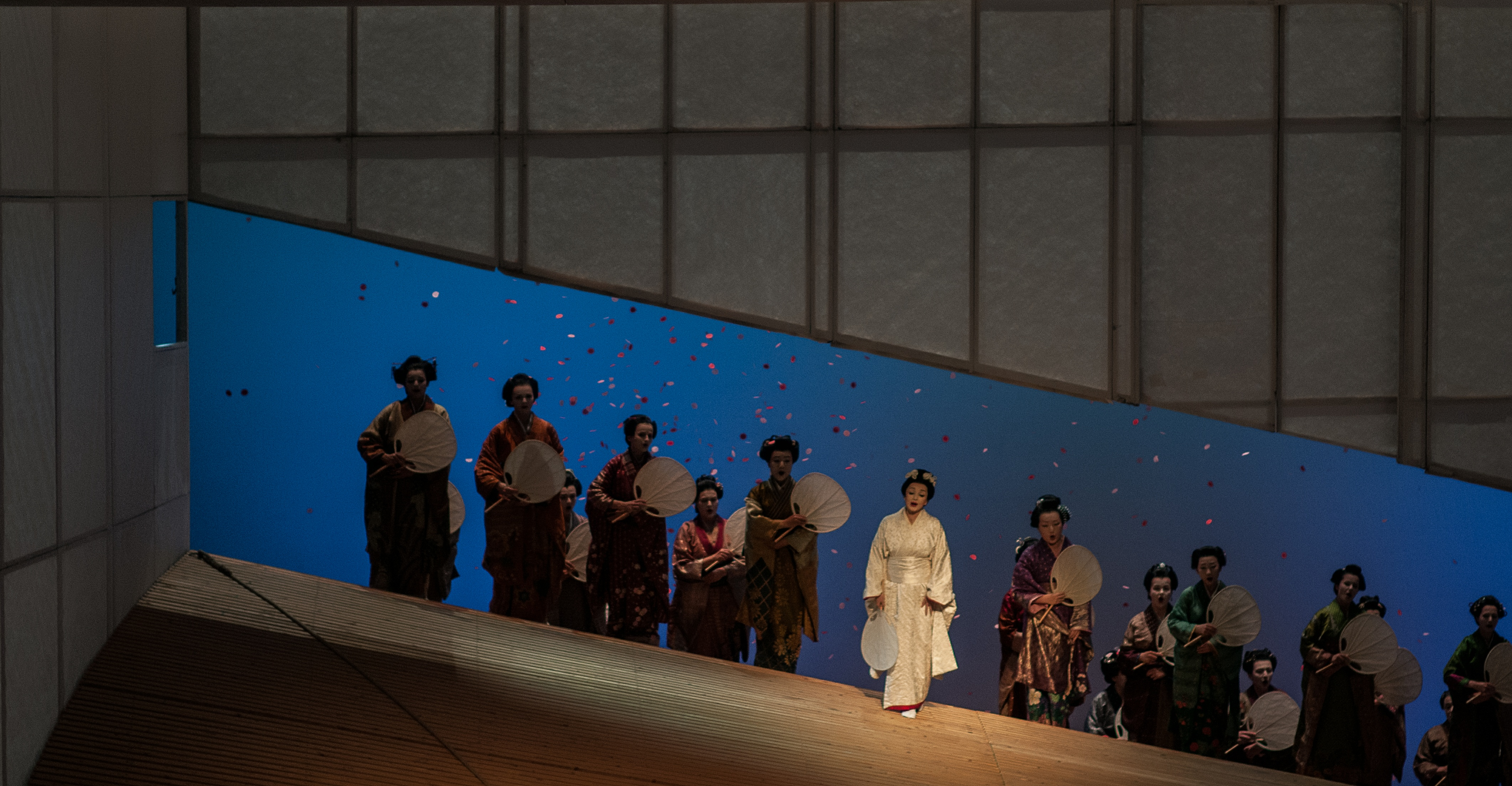

- Флория Тоска («Тоска» Дж. Пуччини)
- Аида («Аида» Дж. Верди)
- Амелия («Бал-маскарад» Дж. Верди)
- Донны Анна («Дон Жуан» В. А. Моцарт)
- Джильда («Риголетто», Дж. Верди)
- Чио Чио Сан («Мадам Баттерфляй», Дж. Пуччини)
- Мими Богема
- Графиня («Свадьба Фигаро», В. А. Моцарт)
- Лию («Турандот», Дж. Пуччини)
- Елизаветы («Дон Карлос», Дж. Верди)

## Аудиозаписи
В 2002 году компания Naxos Opera Classics выпустила диск «Мадам Баттерфляй» с участием Светланы Качур в главной партии.